# ادیدام
ادیدام (به لاتین: Adidome) در غنا است که در منطقه ولتا واقع شده‌است.

## خصوصیات
ادیدام ۵۱ متر بالاتر از سطح دریا واقع شده‌است.